# 清音院殿
清音院殿（せいいんいんでん、? - 元和5年9月25日（1619年11月1日））は、安土桃山時代から江戸時代初期にかけての女性。父は真田信綱、母は於キタ。真田信之の室で、信之とはいとこ同士（いとこ婚）である。実名は不明。

## 生涯
天正3年（1575年）5月21日に長篠の戦いで父・信綱が戦死した後、武田勝頼により真田信幸（信之）との結婚が指示される。これは、真田昌幸に真田氏の家督を継承させるに当たり、養子に出て家伝文書を所持していなかった昌幸と、その嫡男の信幸の系統に正当性を持たせるため、当主・信綱の流れも組むようにと配慮された結婚だろうとされている。
文禄4年（1595年）に真田信吉を生むが、それ以外の彼女の事績は伝わらない。なお、成立の早い史料では清音院殿が信吉の生母と記されているが、時代が下る真田氏の系図では信吉の生母が「家女」と記されるようになり、彼女の立場は側室待遇になったとみられる。その後には小松姫が信吉の生母とされるようになり、次第に彼女の存在も消されていっており、真田家の家記『真田家御事蹟稿』でも彼女の伝記はない。元和5年（1619年）9月25日に死去、戒名は清音院殿徳誉円寿大姉。墓所は不明。

## 関連作品
テレビドラマ
- 真田丸（NHK大河ドラマ、2016年 演:長野里美)
  - 同作品では役名は「こう」となっていた。